# Грабе (Бохенський повіт)
Грабе (пол. Grabie) — село в Польщі, у гміні Лапанув Бохенського повіту Малопольського воєводства.
Населення — 546 осіб (2011).
У 1975-1998 роках село належало до Тарновського воєводства.

## Демографія
Демографічна структура станом на 31 березня 2011 року:
|          | Загалом | Допрацездатний вік | Працездатний вік | Постпрацездатний вік |
| -------- | ------- | ------------------ | ---------------- | -------------------- |
| Чоловіки | 268     | 62                 | 186              | 20                   |
| Жінки    | 278     | 59                 | 168              | 51                   |
| Разом    | 546     | 121                | 354              | 71                   |